# Hans Westmeyer
Hans Westmeyer (* 26. Juli 1946 in Vlotho; † 5. Juni 2020 in Berlin) war ein deutscher Psychologe und Professor für Klinische Psychologie und Psychologische Diagnostik an der Freien Universität Berlin.

## Leben
Er studierte Psychologie, Humangenetik und mathematische Logik an der Universität Münster. 1970 erwarb er dort das Diplom in Psychologie, 1971 promovierte er zum Dr. phil., der Titel seiner Dissertation war Logik der Diagnostik: Grundlagen einer normativen Diagnostik. Seine Habilitation in Psychologie erfolgte 1975 am Fachbereich Erziehungswissenschaften der Freien Universität Berlin. Von 1972 bis 1976 war er Assistenz-Professor an der FU, von 1976 bis zu seiner Emeritierung im Jahr 2011 war er Professor im Fachbereich Erziehungswissenschaft und Psychologie der Freien Universität Berlin.

## Werk
Seine Arbeitsschwerpunkte betrafen die methodologischen Grundlagen der Verhaltenstherapie, die Computerunterstützte psychologische Diagnostik aus normativer Sicht, den Sozialen Konstruktionismus in der Psychologie oder die begrifflichen Grundlagen von Kreativität und die Möglichkeiten ihrer Erfassung.
An der FU hat er in der Lehre zuerst die Fächer Psychologische Diagnostik, Allgemeine Psychologie, Klinische Psychologie, Methodologie und Wissenschaftstheorie wahrgenommen, später kamen noch die Fächer Differentielle Psychologie und Persönlichkeitspsychologie hinzu.

## Ehrungen/Positionen
- ab 2004: Herausgeber des European Journals of Psychological Assessment
- 1983 bis 1987: Vizepräsident der FU
- 1996 bis 2000: Mitherausgeber der  Psychologischen Rundschau
- 1992 bis 1996: Vize-Präsident der European Association of Psychological Assessment
- 1976 bis 1994: Geschäftsführender Herausgeber der Diagnostica
- 1982 bis 1983: Dekan des Fachbereichs für Erziehungswissenschaften
- mehrfach geschäftsführender Direktor des Instituts für Psychologie

## Publikationen (Auswahl)
Monografien
- The structuralist program in psychology: foundations and applications. Hogrefe and Huber, Seattle 1992, ISBN 978-3456823256.
- Psychological theories from a structuralist point of view. Springer, Berlin 1989, ISBN 978-3540519041.
- FIM-Psychologie-Modellversuch, Themenbereich Einführung. Kernkurs: Psychologie: Eine Wissenschaft? Deutsches Institut für Fernstudien an der Universität Tübingen, Tübingen 1981.
- Mit Norbert Groeben: Kriterien psychologischer Forschung. Juventa-Verlag, München 1975, ISBN 978-3-7799-0301-7.
- Kritik der psychologischen Unvernunft: Probleme der Psychologie als Wissenschaft. Kohlhammer, Stuttgart 1973, ISBN 978-3-17-001134-2.
- Mit Norbert Groeben; Wolfgang Röhl: Wissenschaftstheorie auf Abwegen? Probleme der Holzkampschen Wissenschaftskonzeption. Kohlhammer, Stuttgart 1973, ISBN 978-3-17-001529-6.
- Logik der Diagnostik: Grundlagen einer normativen Diagnostik. Kohlhammer, Stuttgart 1972, ISBN 978-3-17-210151-5 (zugleich Diss. der Universität Münster, 1971).

Herausgeberschaften
- The structuralist program in psychology: foundations and applications. Hogrefe and Huber, Seattle 1992, ISBN 978-3-456-82325-6.
- Mit Louis Breger: Verhaltenstherapie: grundlegende Texte. Hoffmann und Campe, Hamburg 1977, ISBN 978-3-455-09221-9.

Zeitschriftenartikel
- Mit Hannelore Weber; Vera Loureiro de Assunção; Christina Martin; Fay C. Geisler: Reappraisal inventiveness: The ability to create different reappraisals of critical situations. In: Cognition and Emotion 28, 2013 (2), S. 345–60.
- Mit Maren Formazin; Ulrich Schroeders; Olaf Köller; Oliver Wilhelm: Studierendenauswahl im Fach Psychologie. In: Psychologische Rundschau, 2011, 62 (4), S. 221–36.
- Zur Neurobiologie der Psychotherapie: Wissenschaftstheoretische Exkurse. In: G. Schiepek (Hrsg.): Neurobiologie der Psychotherapie (2. Auflage, S. 631–645). Schattauer, Stuttgart 2011.
- Ambulatory assessment. In: I.B. Weiner; W.E. Craighead (Hrsg.): The Corsini Encyclopedia of Psychology Vol. 1 (4th edition; S. 76–77). Wiley, Hoboken, NJ 2010.
- Kreativität als relationales Konstrukt. In: E. H. Witte; C. H. Kahl (Hrsg.): Sozialpsychologie der Kreativität und Innovation (S. 11–26). Pabst Science Publishers, Lengerich 2009.
- Introduction to the Special Issue on Advances in the Methodology of Ambulatory Assessment. In: European Journal of Psychological Assessment, 2007, 23 (4), S. 203–205.
- Konstruktivismus und Psychologie. In: Zeitschrift für Erziehungswissenschaft, 1999, 2 (4), S. 507–525.
- Mit Friedhelm Eller; Katharina Winkelmann; Verena Nell: A theory of behavior interaction in dyads: A structuralist account. In: Theoretical medicine and bioethics 1982 (2), S. 209–231.
- The diagnostic process as a statistical-causal analysis. In: Theory and decision, 1975, 6 (1), S. 57–86.